# 小牧駅
小牧駅（こまきえき）は、愛知県小牧市中央一丁目にある名古屋鉄道（名鉄）小牧線の駅。駅番号はKM06。かつては桃花台新交通桃花台線（ピーチライナー）が接続していた。
本項では小牧駅バスターミナル（こまきえきバスターミナル）のほか、かつて存在した小牧車庫（こまきしゃこ）についてもそれぞれ述べる。

## 歴史
- 1920年（大正9年）9月23日 - 名古屋電気鉄道により小牧線が開業。現在の小牧市小牧4丁目付近に小牧駅（初代）が設置される。
- 1921年（大正10年）7月1日 - 路線譲渡により名古屋鉄道の駅となる。
- 1930年（昭和5年）9月5日 - 名古屋鉄道が名岐鉄道に改称。
- 1931年（昭和6年）
  - 2月11日 - 名岐鉄道により城北線上飯田 - 新小牧間開業。現在の小牧市中央1丁目付近に新小牧駅が設置される。
  - 4月29日 - 名岐鉄道により新小牧 - 犬山間が開業し、城北線が大曽根線に改称される。
- 1935年（昭和10年）8月1日 - 名岐鉄道と愛知電気鉄道が合併し名古屋鉄道に改称。
- 1945年（昭和20年）5月1日 - 小牧線が大曽根線新小牧駅に乗り入れる。同時に小牧駅（初代）は廃止され、新小牧駅が小牧駅（2代）に改称される。
- 1948年（昭和23年）5月16日 - 大曽根線が小牧線に改称され、元来の小牧線であった岩倉 - 小牧間は小牧線所属の支線である岩倉支線に改称される[1]。
- 1964年（昭和39年）4月26日 - 岩倉支線が廃止される[2]。
- 1968年（昭和43年）度 - 貨物営業廃止[3]。
- 1970年（昭和45年）10月 - 小牧市長舟橋久男（当時）が「小牧駅駅周辺開発構想」を発表。
- 1977年（昭和52年）3月 - 小牧駅東土地区画整理事業の都市計画策定。
- 1983年（昭和58年） - 駅移設・地下化工事着工[4]。
- 1985年（昭和60年）4月 - 「小牧駅駅西地区B街区第1種市街地再開発事業都市計画」策定。
- 1989年（平成元年）
  - 4月23日 -  地下駅化[5][6]。地下化と同時に旧駅の150m東側に移設[6]。
  - 10月 - 小牧駅地下駐車場完成。
- 1990年（平成2年）11月2日 - 駅ビル（名鉄小牧ホテル）開業[7]。
- 2008年（平成20年）12月1日 - 駅周辺が市の路上喫煙禁止区域に指定される[8]。
- 2011年（平成23年）2月11日 - ICカード乗車券「manaca」供用開始。
- 2012年（平成24年）2月29日 - トランパス供用終了。

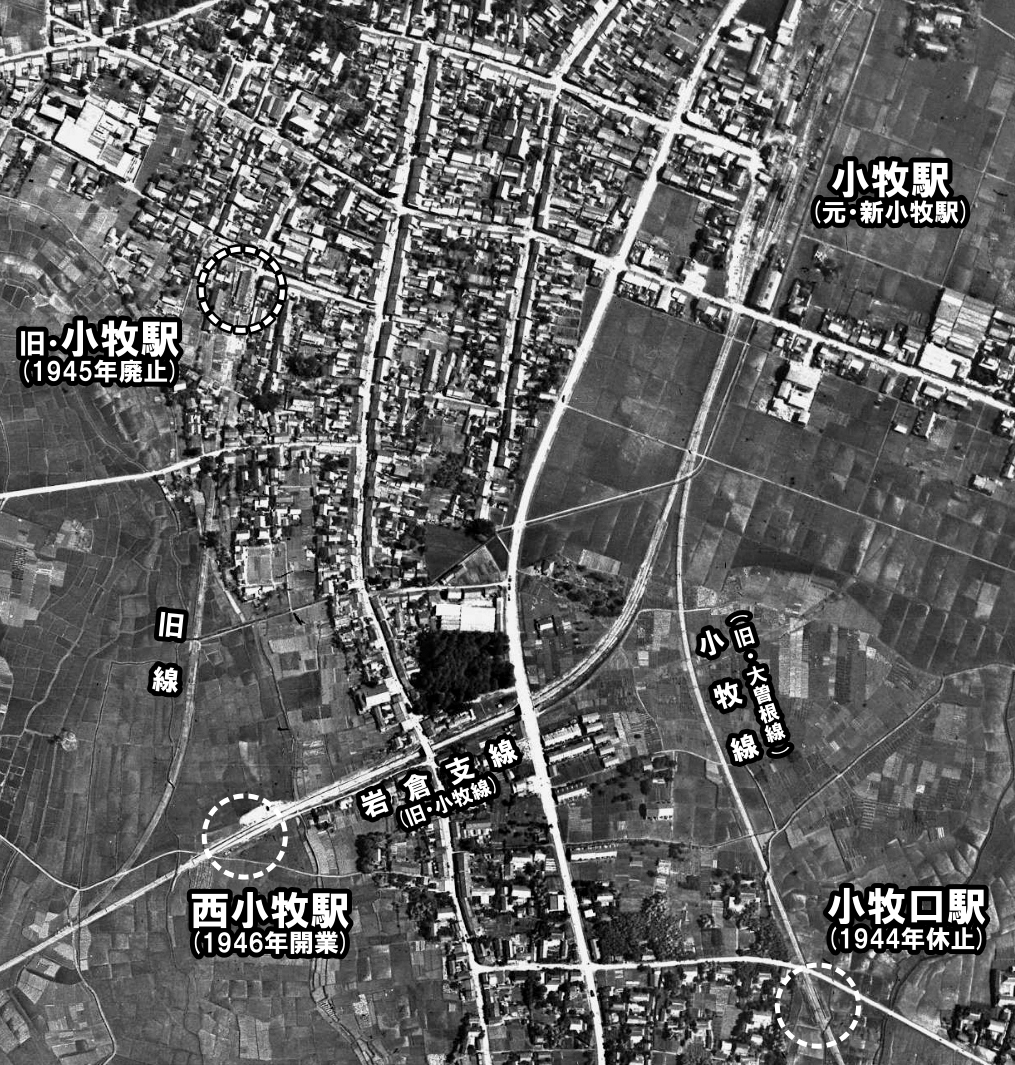
新旧小牧駅と岩倉支線新旧線の位置関係（1949年） 帰属：国土交通省「国土画像情報（カラー空中写真）」 配布元：国土地理院地図・空中写真閲覧サービス

## 駅構造
4両対応の単式ホーム1面1線と島式ホーム1面2線を有する地下駅である。犬山方に引き上げ線がある。当駅を境に犬山方面は単線、平安通方面は複線となっている。なお始発終電の場合は犬山方面の列車は平安通方面のホームに停車する事がある。
自動券売機は2台設置（継続manaca定期乗車券及び新規通勤manaca定期乗車券の購入も可能）。
改札口前には、軽食や飲料などを販売している店舗があるほか、展示スペースや市の広報資料などが置かれた「市民情報センター」がある。また、市営地下駐車場との連絡通路がある。
2021年（令和3年）7月いっぱいで田県神社前駅が無人化されたことにより、小牧線の途中駅で唯一の駅員配置駅となっている。
2024年（令和6年）3月のダイヤ改正で、平日12:30～17:09の間、2番線に名古屋市交通局7000形が留置されるようになった。

### のりば
| 路線 | 番線      | 方向 | 方面                                    | 備考                   |
| ---- | --------- | ---- | --------------------------------------- | ---------------------- |
| 1    | KM 小牧線 | 下り | 犬山ゆき                                |                        |
| 2    | KM 小牧線 | 上り | 平安通ゆき （一部の犬山ゆきも発車する） | 主に当駅始発・終着列車 |
| 3    | KM 小牧線 | 上り | 平安通ゆき （一部の犬山ゆきも発車する） |                        |

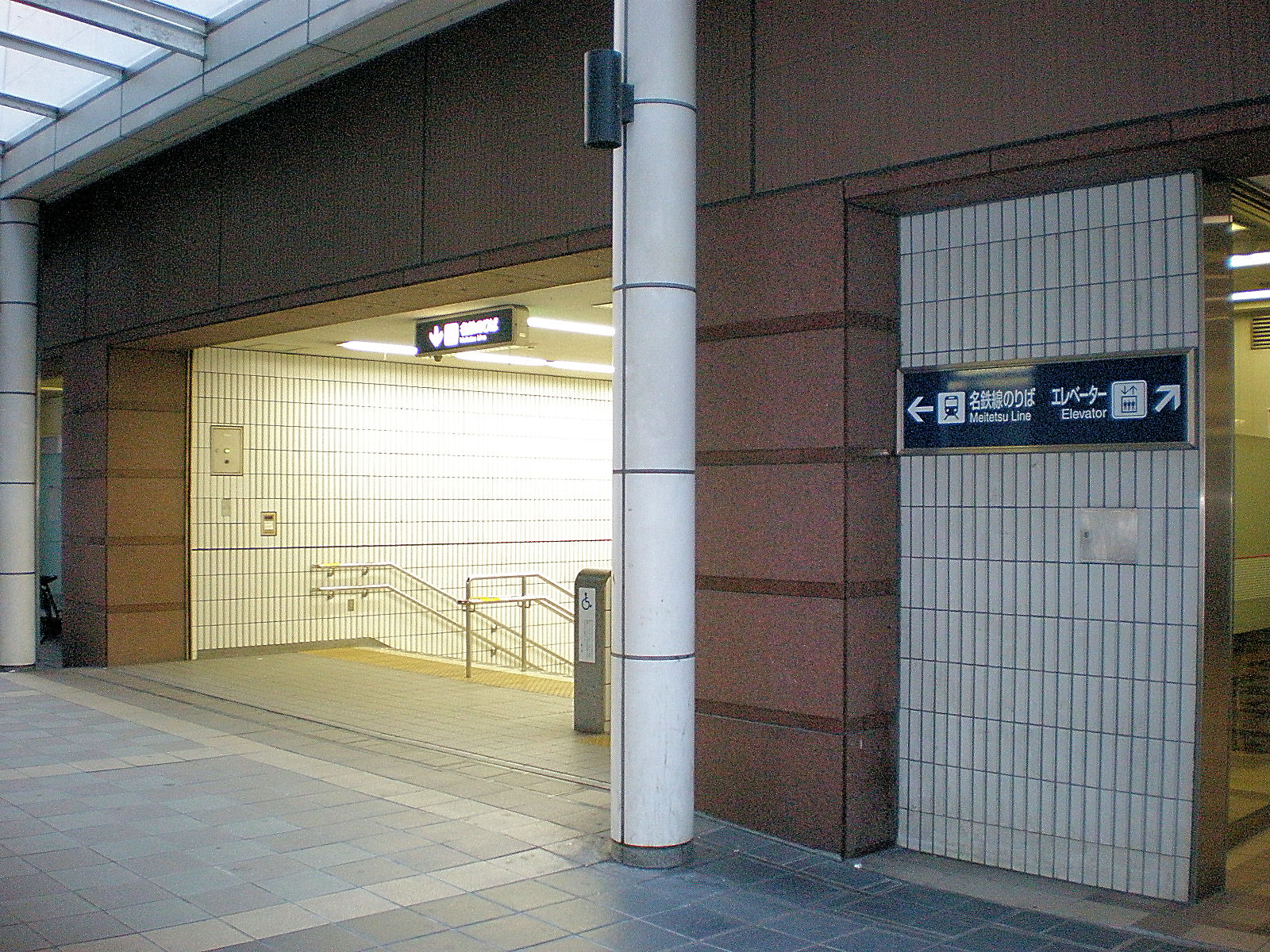
名鉄東口
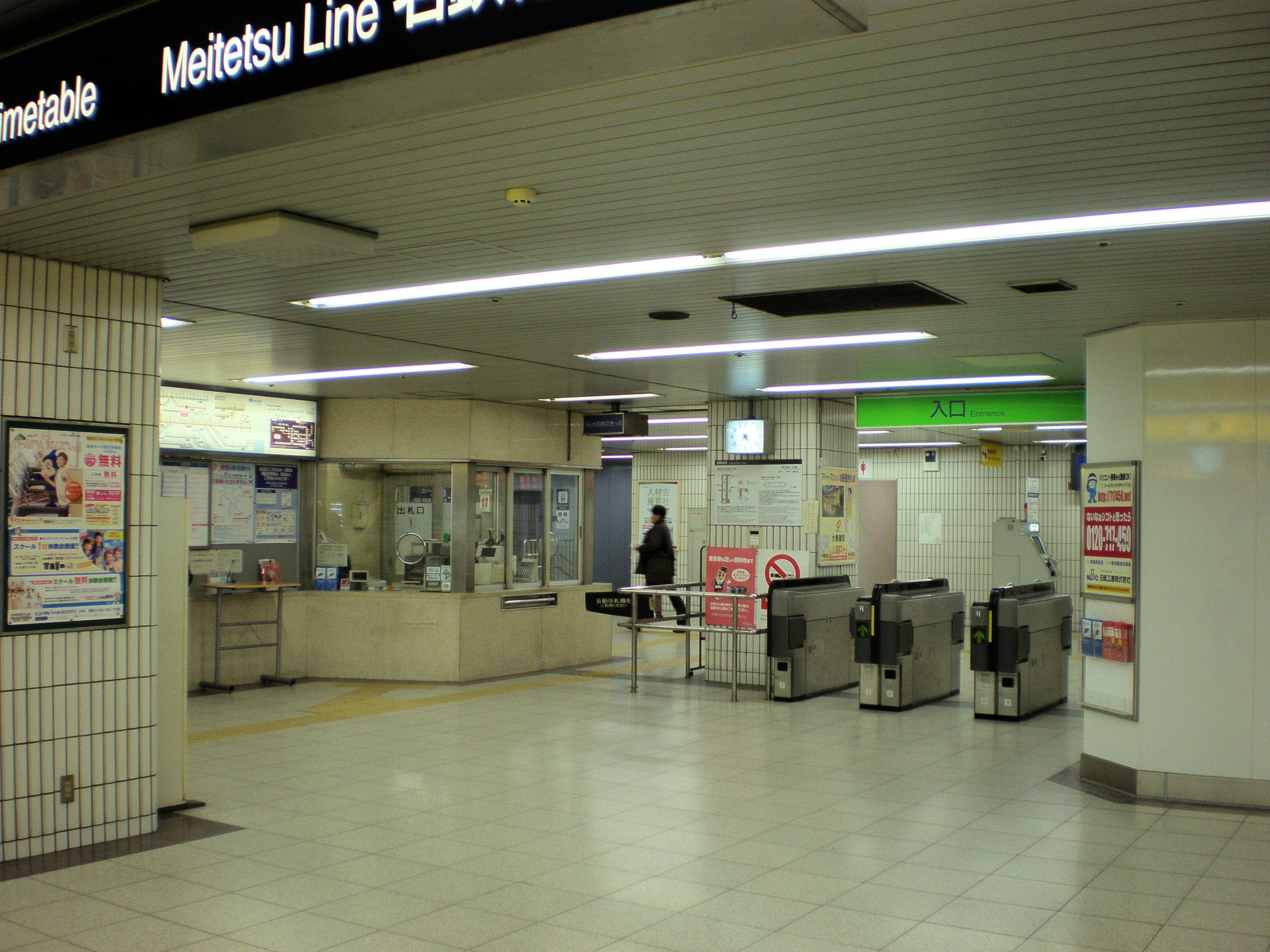
名鉄線改札口
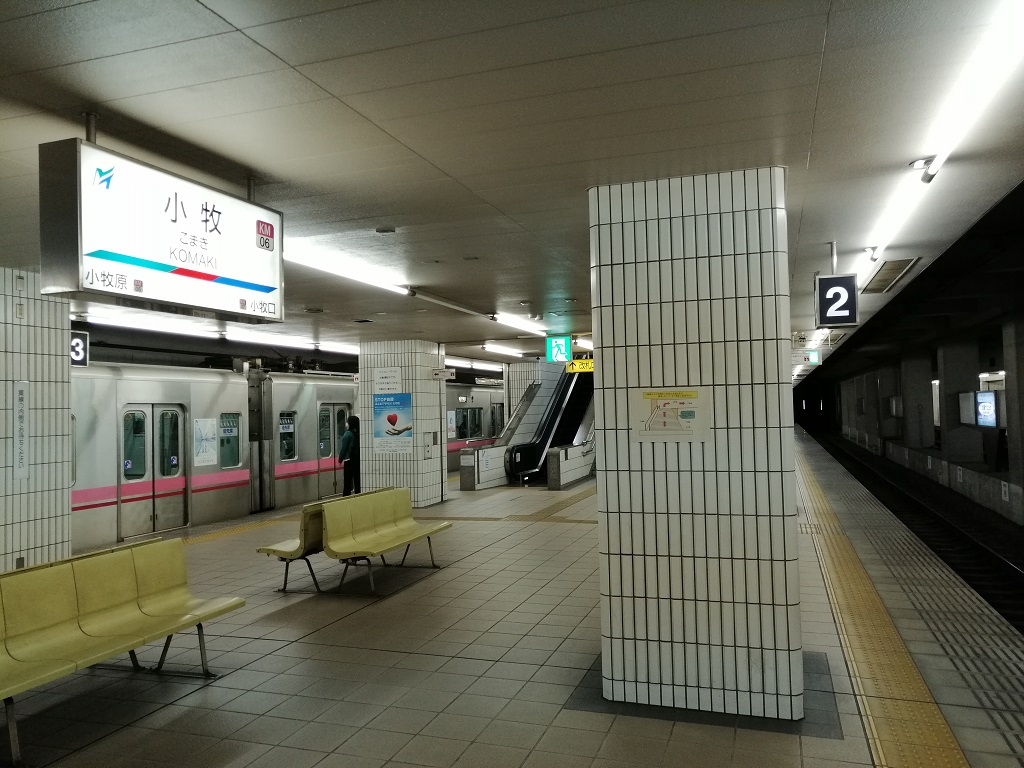
ホーム
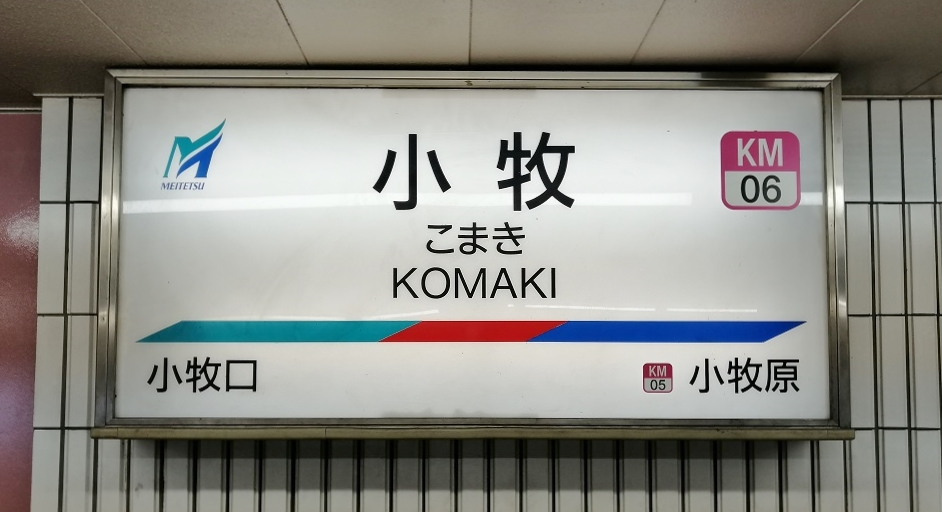
駅名標

### 配線図
| ← 上飯田・ 平安通方面 | 小牧駅 構内配線略図 | → 犬山方面 |
| 凡例 出典:            |                     |            |

| ← 上飯田方面 | 地上駅時代の小牧駅 配線略図 (1986年) | → 犬山方面 |
| 凡例 出典:   |                                      |            |

### 駅ビル
駅ビルにはホテルのほかに、トレーニングジムや立体駐車場などがある。1階部分は小牧市の施設のほか、複数の店舗がある。
- 名鉄小牧ホテル
- セントラルフィットネスクラブ小牧 - セントラルスポーツ株式会社が運営しているトレーニングジム。
- 名鉄パーキング - 24時間営業の立体駐車場。
- 小牧都市センター
  - 小牧市役所小牧駅前出張所

## 利用状況
- 『名鉄120年：近20年のあゆみ』によると2013年度当時の1日平均乗降人員は9,945人であり、この値は名鉄全駅（275駅）中38位、小牧線（14駅）中2位であった[13]。
- 『名古屋鉄道百年史』によると1992年度当時の1日平均乗降人員は6,513人であり、この値は岐阜市内線均一運賃区間内各駅（名鉄岐阜市内線・田神線・美濃町線徹明町駅 - 琴塚駅間）を除く名鉄全駅（342駅）中66位、小牧線（14駅）中4位であった[14]。

『愛知県統計書』『愛知県統計年鑑』『小牧市統計年鑑』各号等によると、一日平均乗車人員および一日平均乗降人員の推移は以下の通りである。
| 年                 | 乗車人員 | 乗車人員 | 乗降人員 | 備考                            |
| 年                 | 総数     | 定期     | 乗降人員 | 備考                            |
| ------------------ | -------- | -------- | -------- | ------------------------------- |
| 1949（昭和24）年度 | *3266    |          | *6540    | 期間は1949年5月 - 1950年4月末   |
| 1950（昭和25）年度 | *2877    |          | *5877    | 期間は1949年11月 - 1950年10月末 |
| 1951（昭和26）年度 | *2689    |          | *5601    | [ 17 ]                          |
| 1952（昭和27）年度 | 2934     |          | 5835     | [ 18 ]                          |
| 1953（昭和28）年度 | 3055     |          | 6204     | [ 19 ]                          |
| 1954（昭和29）年度 | 3131     |          | 6359     | [ 20 ]                          |
| 1955（昭和30）年度 | 3070     |          | 6170     | [ 21 ]                          |
| 1956（昭和31）年度 | 3122     |          | 6277     | [ 22 ]                          |
| 1957（昭和32）年度 | 3279     |          | 6577     | [ 23 ]                          |
| 1958（昭和33）年度 |          |          |          |                                 |
| 1959（昭和34）年度 |          |          |          |                                 |
| 1960（昭和35）年度 |          |          |          |                                 |
| 1961（昭和36）年度 |          |          |          |                                 |
| 1962（昭和37）年度 |          |          |          |                                 |
| 1963（昭和38）年度 |          |          |          |                                 |
| 1964（昭和39）年度 |          |          |          |                                 |
| 1965（昭和40）年度 |          |          |          |                                 |
| 1966（昭和41）年度 |          |          |          |                                 |
| 1967（昭和42）年度 |          |          |          |                                 |
| 1968（昭和43）年度 |          |          |          |                                 |
| 1969（昭和44）年度 |          |          |          |                                 |
| 1970（昭和45）年度 |          |          |          |                                 |
| 1971（昭和46）年度 |          |          |          |                                 |
| 1972（昭和47）年度 |          |          |          |                                 |
| 1973（昭和48）年度 |          |          |          |                                 |
| 1974（昭和49）年度 |          |          |          |                                 |
| 1975（昭和50）年度 |          |          |          |                                 |
| 1976（昭和51）年度 |          |          |          |                                 |
| 1977（昭和52）年度 |          |          |          |                                 |
| 1978（昭和53）年度 | 3880     | 2401     |          | [ 24 ]                          |
| 1979（昭和54）年度 | 3747     | 2277     |          | [ 25 ]                          |
| 1980（昭和55）年度 | 3714     | 2215     |          | [ 26 ]                          |
| 1981（昭和56）年度 | 3523     | 2109     |          | [ 27 ]                          |
| 1982（昭和57）年度 | 3358     | 1946     |          | [ 28 ]                          |
| 1983（昭和58）年度 | 3280     | 1941     |          | [ 29 ]                          |
| 1984（昭和59）年度 | 3093     | 1786     |          | [ 30 ]                          |
| 1985（昭和60）年度 | 3059     | 1794     |          | [ 31 ]                          |
| 1986（昭和61）年度 | 2928     | 1698     |          | [ 32 ]                          |
| 1987（昭和62）年度 | 2909     | 1698     |          | [ 33 ]                          |
| 1988（昭和63）年度 | 2921     | 1710     | 5828     | [ 34 ]                          |
| 1989（平成元）年度 | 2975     | 1846     | 5935     | [ 35 ]                          |
| 1990（平成02）年度 | 2960     | 1791     | 5904     | [ 36 ]                          |
| 1991（平成03）年度 | 3301     | 1997     | 6584     | [ 37 ]                          |
| 1992（平成04）年度 | 3187     | 1955     | 6357     | [ 38 ]                          |
| 1993（平成05）年度 | 3104     | 1883     | 6196     | [ 39 ]                          |
| 1994（平成06）年度 | 3066     | 1861     | 6124     | [ 40 ]                          |
| 1995（平成07）年度 | 3329     | 1950     | 6658     | [ 41 ]                          |
| 1996（平成08）年度 | 3374     | 1941     | 6738     | [ 42 ]                          |
| 1997（平成09）年度 | 3236     | 1828     | 6455     | [ 43 ]                          |
| 1998（平成10）年度 | 3173     | 1779     | 6339     | [ 44 ]                          |
| 1999（平成11）年度 | 3074     | 1721     | 6150     | [ 45 ]                          |
| 2000（平成12）年度 | 3009     | 1692     | 6017     | [ 46 ]                          |
| 2001（平成13）年度 | 2987     | 1706     | 5976     | [ 47 ]                          |
| 2002（平成14）年度 | 2967     | 1664     | 5922     | 2003年3月27日地下鉄上飯田線開業 |
| 2003（平成15）年度 | 4457     | 2446     | 8976     | [ 49 ]                          |
| 2004（平成16）年度 | 4726     | 2560     | 9447     | [ 50 ]                          |
| 2005（平成17）年度 | 5047     | 2799     | 10046    | [ 51 ]                          |
| 2006（平成18）年度 | 4992     | 2833     | 9948     | [ 52 ]                          |
| 2007（平成19）年度 | 4788     | 2747     | 9563     | [ 53 ]                          |
| 2008（平成20）年度 | 4802     | 2810     | 9580     | [ 54 ]                          |
| 2009（平成21）年度 | 4683     | 2810     | 9334     | [ 55 ]                          |
| 2010（平成22）年度 | 4757     | 2886     | 9476     | [ 56 ]                          |
| 2011（平成23）年度 | 4768     | 2988     | 9578     | [ 57 ]                          |
| 2012（平成24）年度 | 4886     | 3220     | 9811     | [ 58 ]                          |
| 2013（平成25）年度 | 4951     | 3174     | 9945     | [ 59 ]                          |
| 2014（平成26）年度 | 4988     | 3220     | 10021    | [ 60 ]                          |
| 2015（平成27）年度 | 5192     | 3386     | 10429    | [ 61 ]                          |
| 2016（平成28）年度 | 5270     | 3480     | 10595    | [ 62 ]                          |
| 2017（平成29）年度 | 5495     | 3680     | 11036    | [ 63 ]                          |
| 2018（平成30）年度 | 5592     | 3740     | 11220    | [ 64 ]                          |
| 2019（令和元）年度 | 5630     | 3842     | 11278    | [ 65 ]                          |
| 2020（令和02）年度 | 4528     | 3328     | 9091     | [ 66 ]                          |
| 2021（令和03）年度 |          |          | 9559     | [ 67 ]                          |

* 千人単位からの概算値
2005（平成17）年度以降はバス連絡人員を含む
小牧線の駅では犬山駅の次に利用客が多いが、小牧線から名古屋駅には直通の運行が無い関係で、常時名古屋駅への直通列車の運行されている周辺都市のJR中央本線春日井駅・勝川駅や名鉄犬山線岩倉駅・西春駅などと比べると利用者数は少なくなっている。
2003年（平成15年）の名古屋市営地下鉄上飯田線（上飯田連絡線）開業前は上飯田駅より利用客が少なく（田県神社前駅よりも少なかった時期がある）、小牧線内では3位であったが、開業後は当駅の利用客増加と上飯田駅の利用客減少に伴い順位が逆転している。

## 小牧車庫
1931年（昭和6年）に城北線が非電化路線として開業した際、新小牧駅にはガソリンカーの車両基地として小牧車庫が設けられた。電化後も600V線区の車庫として使われたが、1964年（昭和39年）に小牧線の架線電圧が1500Vに昇圧され、車庫は廃止された。
| ← 岩倉 方面 ← 上飯田 方面             | 小牧駅 構内配線略図（1957年） | → 犬山 方面 |
| 凡例 出典:停車場配線略図 昭和32年調査 |                               |             |

## 駅周辺

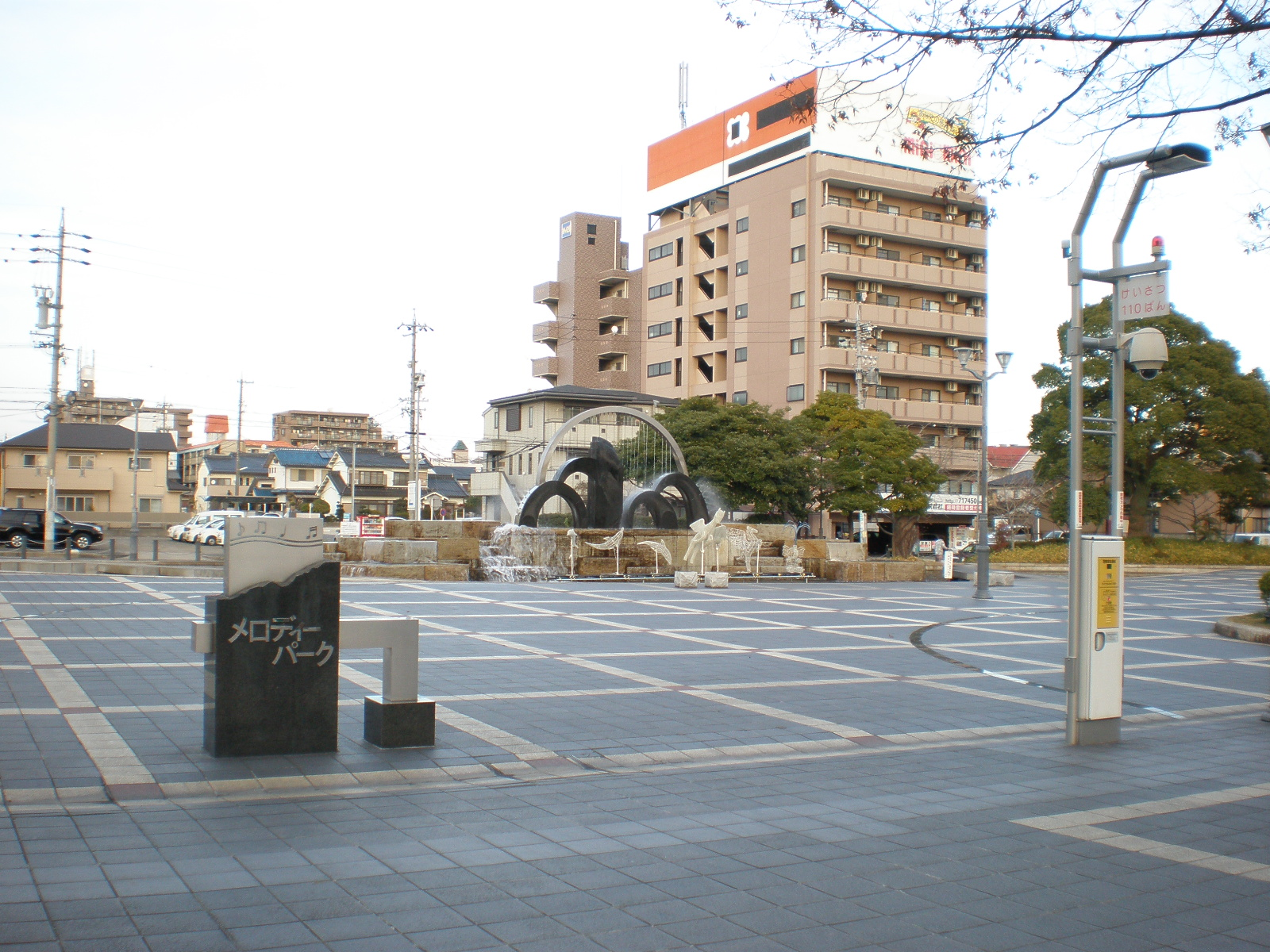
メロディーパーク

- メロディーパーク - バスターミナル北側にある広場。
- 小牧駅地下駐車場
- 小牧市中央図書館
- 小牧郵便局
  - ゆうちょ銀行小牧店
- 小牧税務署
- ラピオ
  - Mikawaya
- 小牧市民病院
- 小牧第一病院
- 愛知県立小牧高等学校
- メナード美術館
- 戒蔵院
- マックスバリュ小牧駅西店
- 愛知県道102号名古屋犬山線

## 桃花台新交通 小牧駅
1991年（平成3年）3月25日の桃花台線開業に合わせ、始発駅として開業し、2006年（平成18年）10月1日の同線廃止とともに廃駅となった。
名鉄の駅構内に隣接するプラットホーム2面3線を持つ高架駅であった。うち、通常使用する1面2線のホームはホームドアによって、完全に密閉されていた。
また、増発を見込んで降車専用のホームを1面1線有していた。このホームにはホームドアや上屋はなく、転落防止用の柵があるだけだった。ただ、開業時に利用された後は列車の入線もなく、廃止時までシャッターが降りて閉鎖されていた。
券売機は2台で、うち1台はトランパス対応だった。中2階にトイレと、利用者が無料で借りたりもらったりできる本を集めた「ピーチらうんじ」と呼ばれた施設があった。
廃止後はシャッターが閉められ、一切入れないようになっている。
小牧市は小牧駅の再開発事業を計画し、桃花台新交通の廃駅は2020年（令和2年）中に撤去された。

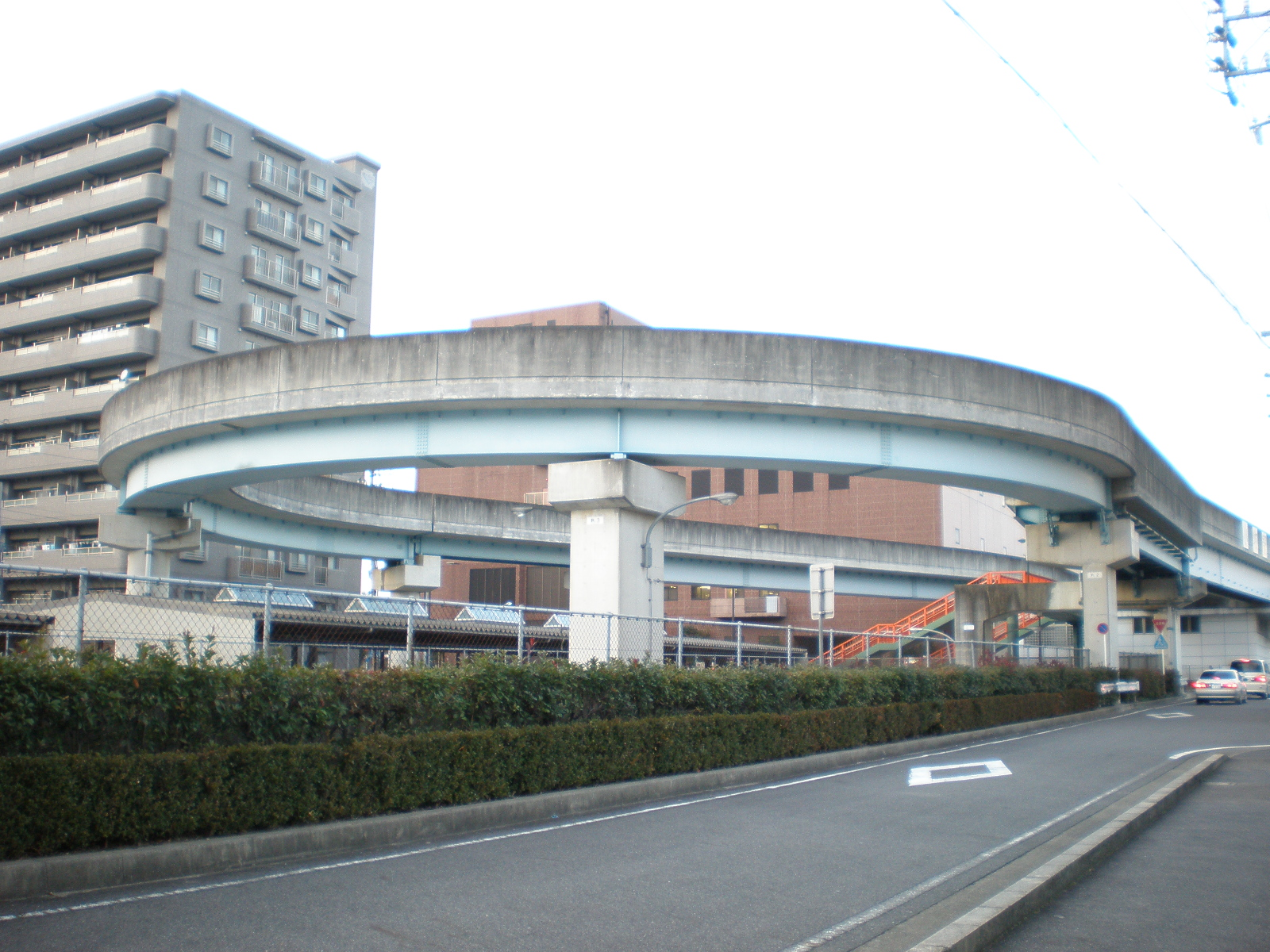
小牧駅南側にある桃花台新交通桃花台線のループ線跡（2009年1月撮影）
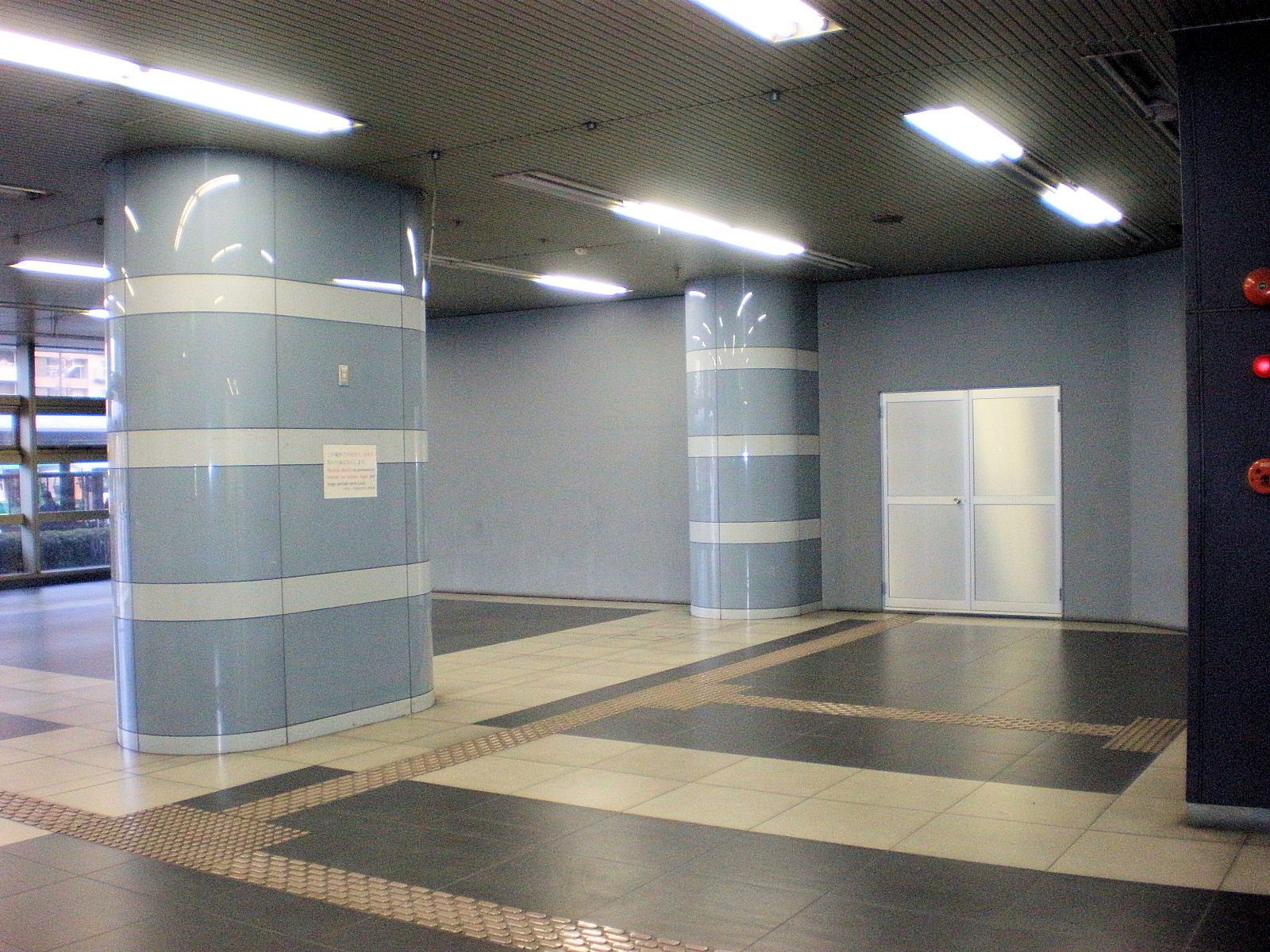
桃花台新交通線改札口跡

### 歴史
- 1991年（平成3年）3月25日 - 桃花台新交通桃花台線が開業[70]。
- 2006年（平成18年）10月1日 - 廃止。

### 利用状況（桃花台新交通）
『小牧市統計年鑑』各号によると、乗車人員および乗降人員の推移は以下の通りである。
| 年                 | 年間     | 年間     | 年間     | 一日平均 | 一日平均 | 一日平均 | 備考                          |
| 年                 | 乗車人員 | 乗車人員 | 乗降人員 | 乗車人員 | 乗車人員 | 乗降人員 | 備考                          |
| 年                 | 総数     | 定期     | 乗降人員 | 総数     | 定期     | 乗降人員 | 備考                          |
| ------------------ | -------- | -------- | -------- | -------- | -------- | -------- | ----------------------------- |
| 1992（平成04）年度 | 383126   | 169009   | 770305   | 1050     | 463      | 2110     | [ 38 ]                        |
| 1993（平成05）年度 | 369034   | 163379   | 740318   | 1011     | 448      | 2028     | [ 39 ]                        |
| 1994（平成06）年度 | 362826   | 159385   | 728391   | 994      | 437      | 1996     | [ 40 ]                        |
| 1995（平成07）年度 | 404282   | 168811   | 808564   | 1105     | 461      | 2209     | [ 41 ]                        |
| 1996（平成08）年度 | 419960   | 173053   | 839920   | 1151     | 474      | 2301     | [ 42 ]                        |
| 1997（平成09）年度 | 376515   | 163735   | 753058   | 1032     | 449      | 2063     | [ 43 ]                        |
| 1998（平成10）年度 | 366682   | 149457   | 732202   | 1005     | 409      | 2006     | [ 44 ]                        |
| 1999（平成11）年度 | 342286   | 132300   | 682390   | 935      | 361      | 1864     | [ 45 ]                        |
| 2000（平成12）年度 | 324012   | 124953   | 650431   | 888      | 342      | 1782     | [ 46 ]                        |
| 2001（平成13）年度 | 314680   | 126060   | 628964   | 862      | 345      | 1723     | [ 47 ]                        |
| 2002（平成14）年度 | 312815   | 128846   | 626583   | 857      | 353      | 1717     | 2003年3月27日上飯田連絡線開業 |
| 2003（平成15）年度 | 460194   | 195421   | 929371   | 1257     | 534      | 2539     | [ 49 ]                        |
| 2004（平成16）年度 | 511468   | 236076   | 1030771  | 1401     | 647      | 2824     | [ 50 ]                        |
| 2005（平成17）年度 | 529784   | 257339   | 1070224  | 1451     | 705      | 2932     | [ 51 ]                        |
| 2006（平成18）年度 | 270825   | 111395   | 549987   | 1480     | 609      | 3005     | 10月1日廃止                   |

## 小牧駅バスターミナル
小牧駅東口に隣接してバスターミナルがある。現在あおい交通と名鉄バス、こまき巡回バスが発着している。

### こまき巡回バス（こまくる）
- 1番：小牧駅市役所線
- 2番：河内屋線
- 3番：藤島線
- 4番：市之久田線
- 5番：小牧原線
- 6番：岩崎線
- 7番：桃花台線
- 12番：文津線（小牧市民病院経由小牧市役所行き）
- 12番：文津線（味岡駅行き）

### 小牧駅前周辺の再開発事業
市は小牧駅前周辺の再開発事業において、バスターミナルを現在タクシー乗り場として利用されている小牧駅西側へと移転する案を検討している。その際現在の場所は、バス車両の待機場や企業向けのバスの乗降場としての利用が検討されている。

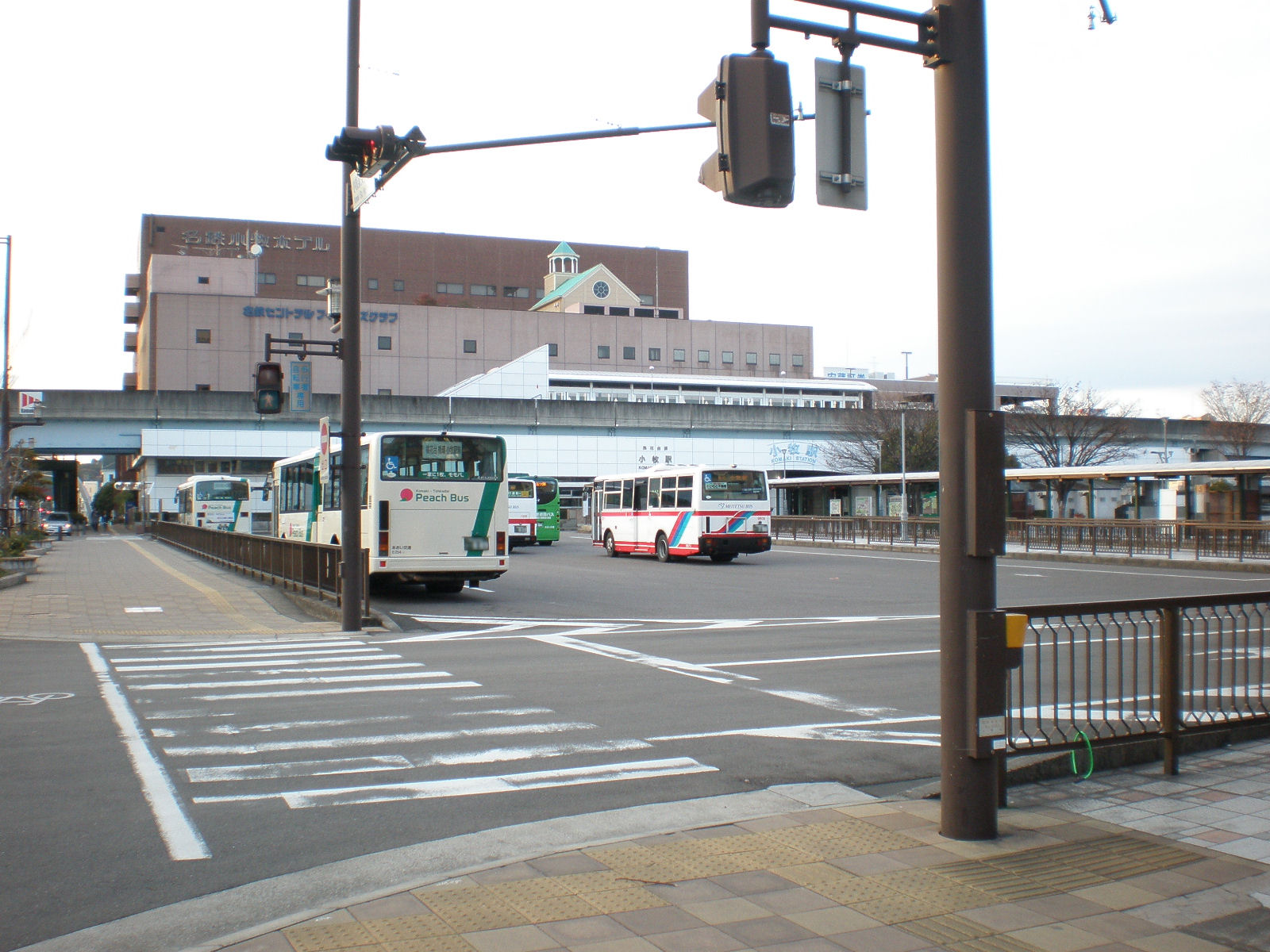
バスターミナル

### 略歴
- 1964年（昭和39年）4月25日 - 名古屋鉄道岩倉支線廃止、代替バス運行開始。
- 1980年（昭和55年）8月 - 桃花台線の代行バス運行開始。
- 1989年（平成元年）4月 - 現在の小牧駅バスターミナルが開業する。
- 1991年（平成3年）3月24日 - 桃花台線の代行バス運行終了。
- 1998年（平成10年）4月21日 - こまき巡回バス運行開始。
- 2006年（平成18年）
  - 9月19日 - 桃花台線廃止に伴う代行バスであるピーチバス運行開始。
  - 10月2日 - ピーチミゴン運行開始。
- 2008年（平成20年）12月1日 - 市の喫煙区域に指定される。

### バスのりば
停留所名はピーチバスが「小牧駅前」、名鉄バス・巡回バス・ミゴンが「小牧駅」である。
特記ないものは名鉄バスが運行。運行担当は岩倉線のみ東濃鉄道小牧営業所で、他は春日井営業所である。
- 1番のりば：こまき巡回バス（あおい交通）
- 2番のりば：勝川駅行き・JR春日井駅行き（名鉄バス）
- 3番のりば：高速バス桃花台線（名古屋（名鉄バスセンター）行き）、桃花台東行き（名鉄バス）
- 4番のりば：岩倉線（岩倉行き）（名鉄バス）
- 5番のりば：ピーチバス（あおい交通）

備考
- 上記のほか、岩倉方面から小牧駅行きのみ停車する「小牧駅西」という停留所もある。

## 隣の駅
名古屋鉄道
KM 小牧線
小牧口駅 (KM07) - 小牧駅 (KM06) - 小牧原駅 (KM05)

### かつて存在した路線
小牧線（岩倉支線）
小牧駅 - 西小牧駅
桃花台新交通
桃花台線
小牧駅 - 小牧原駅